# Michael Anthony Bilandic
Michael Anthony Bilandic, né le 13 février 1923 à Chicago et mort le 15 janvier 2002 dans la même ville, est un homme politique de l'Illinois.
Il a été le 49e maire de Chicago démocrate entre 1976 et 1979, ainsi que président de la cour suprême de l'Illinois entre 1990 et 2000. De 1994 à 1996 il a été juge en chef de l'Illinois.

## Carrière politique
Premier maire de Chicago à ne pas être d'origine irlandaise depuis 1933, Michael Bilandic était d'ascendance croate. Il a été membre du conseil municipal de Chicago, qui l'a par la suite élu maire pour terminer le mandat de Richard Daley, mort durant son mandat.
Il a supervisé la création du ChicagoFest, un festival gastronomique et musical organisé sur la jetée Navy. Le marathon de Chicago a eu sa première course en 1977, dans laquelle Bilandic a couru.
Considéré comme imbattable lors de sa réélection en 1979, il lui est reproché la mauvaise gestion par son administration du blizzard de 1979 à Chicago, une tempête de neige majeure qui paralysa les transports en commun de la ville. De plus, la situation est aggravée par un scandale de corruption politique et des révélations de contrats frauduleux attribués à des personnalités politiques. Jane Byrne, la première femme maire de Chicago dans l'histoire de la ville, lui succède.
Il a été élu à la Cour suprême de l'Illinois en 1990 et a siégé jusqu'en 2000. De 1994 à 1996, il a été juge en chef à la Cour suprême de l'Illinois.
Michael Anthony Bilandic meurt à Chicago en 2002 d'une crise cardiaque.